# ابورو (ابوری)
ابورو (ابوری) (به لاتین: Abburu (Abburi)) در هند است که در آندرا پرادش واقع شده‌است.